# Keurmacen
Keurmacen este o comună din departamentul Keurmacen, Regiunea Trarza, Mauritania, cu o populație de 6.408 locuitori.